# سارة سلامة
سارة أحمد سلامة (6 ديسمبر 1992-)، ممثلة مصرية والدها هو الفنان أحمد سلامة، من أشهر أعمالها (الاجهر،الهروب، موجة حارة، ابن حلال، اسم مؤقت).

## حياتها
عملت في بداية مسيرتها المهنية في الإعلانات التجارية لشركة فودافون وبيبسى واتصالات، ثم انتقلت للعمل في مجال التمثيل منذ عام 2012 من خلال الدراما التلفزيونية.

## أعمالها

### الأفلام
- 2017: أخلاق العبيد
- 2016: كنغر حبنا
- 2016: صابر جوجل
- 2014: سعيد كلاكيت
- 2014: حصلنا الرعب

### المسلسلات
| سنة الإنتاج | المسلسل                                        |
| ----------- | ---------------------------------------------- |
| 2012        | ربيع الغضب - الهروب                            |
| 2013        | موجة حارة - اسم مؤقت - الكبير أوي 3            |
| 2014        | الكبير أوي 4 - ابن حلال - عد تنازلي - فيس أبوك |
| 2015        | حواري بوخارست - مولانا العاشق                  |
| 2017        | لأعلى سعر                                      |
| 2018        | الوصية                                         |
| 2020        | يا أنا يا جدو - إسعاف يونس                     |
| 2023        | الأجهر                                         |
| 2024        | نقطة سودة                                      |

### المسرحيات
- 2009: كوكب ميكي

### البرامج
- 2015: رامز واكل الجو (ضيفة شرف)
- 2016: وش السعد (ضيفة شرف)

## وصلات خارجية
- سارة سلامة على موقع IMDb (الإنجليزية)
- سارة سلامة على موقع الدهليز
- سارة سلامة على موقع قاعدة بيانات الأفلام العربية